# Municipio de Belfast (Pensilvania)
El municipio de Belfast (en inglés: Belfast Township) es un municipio ubicado en el condado de Fulton en el estado estadounidense de Pensilvania. En el año 2010 tenía una población de 1.448 habitantes y una densidad poblacional de 10 personas por km².

## Geografía
El municipio de Belfast se encuentra ubicado en las coordenadas 39°54′00″N 78°09′59″O / 39.90000, -78.16639.

## Demografía
Según la Oficina del Censo en 2000 los ingresos medios por hogar en la localidad eran de $36,116 y los ingresos medios por familia eran de $40,893. Los hombres tenían unos ingresos medios de $29,097 frente a los $19,762 para las mujeres. La renta per cápita de la localidad era de $16,853. Alrededor del 7,5% de la población estaba por debajo del umbral de pobreza.